# Paralaksa

Schemat przedstawiający efekt paralaksy. Z punktu widzenia A gwiazda wydaje się być przesunięta w stosunku do widoku jej z punktu widzenia B.

Animacja przedstawiająca efekt paralaksy. Obiekty w oddali wydają się przesuwać wolniej niż te pobliskie.

Paralaksa (z gr. παράλλαξις) – efekt niezgodności różnych obrazów tego samego obiektu obserwowanych z różnych kierunków. W szczególności paralaksa odnosi się do jednoczesnego obserwowania obiektów leżących w różnych odległościach od obserwatora lub urządzenia obserwującego, a objawia się tym, że obiekty te na obu obrazach są oddalone od siebie o odmienną odległość kątową lub też nachodzą na siebie na tych obrazach w odmiennym stopniu.

## Rola w poszczególnych naukach i technologiach

### Metrologia
W metrologii, czyli w nauce o pomiarach, paralaksa jest zjawiskiem błędnego odczytu wskazania przyrządu pomiarowego, wynikającym z nieodpowiedniego kąta patrzenia człowieka na to urządzenie, skutkiem czego linia wzroku przechodząc przez element wskazujący (wskazówka w mierniku wychyłowym, słupek cieczy w termometrze cieczowym lub pipecie miarowej) pada na znajdującą się za tym elementem skalę odczytu w niewłaściwym miejscu. Różnica pomiędzy odczytem rzeczywistym a wartością odczytu poprawnego nazywana jest błędem paralaksy. Można ten błąd wyeliminować np. w mierniku wychyłowym przez umieszczenie za wskaźnikiem lustra (równolegle do powierzchni wyznaczonej przez ruch wskaźnika) – wtedy prawidłowy odczyt można uzyskać jedynie pod takim kątem, pod którym wskaźnik pokryje się ze swoim odbiciem w lustrze (czyli kątem prostym).

### Astronomia

Paralaksa heliocentryczna: wskutek ruchu orbitalnego Ziemi widome położenia gwiazd ulegają cyklicznym zmianom (tym większym, im mniejsza jest odległość do gwiazdy)

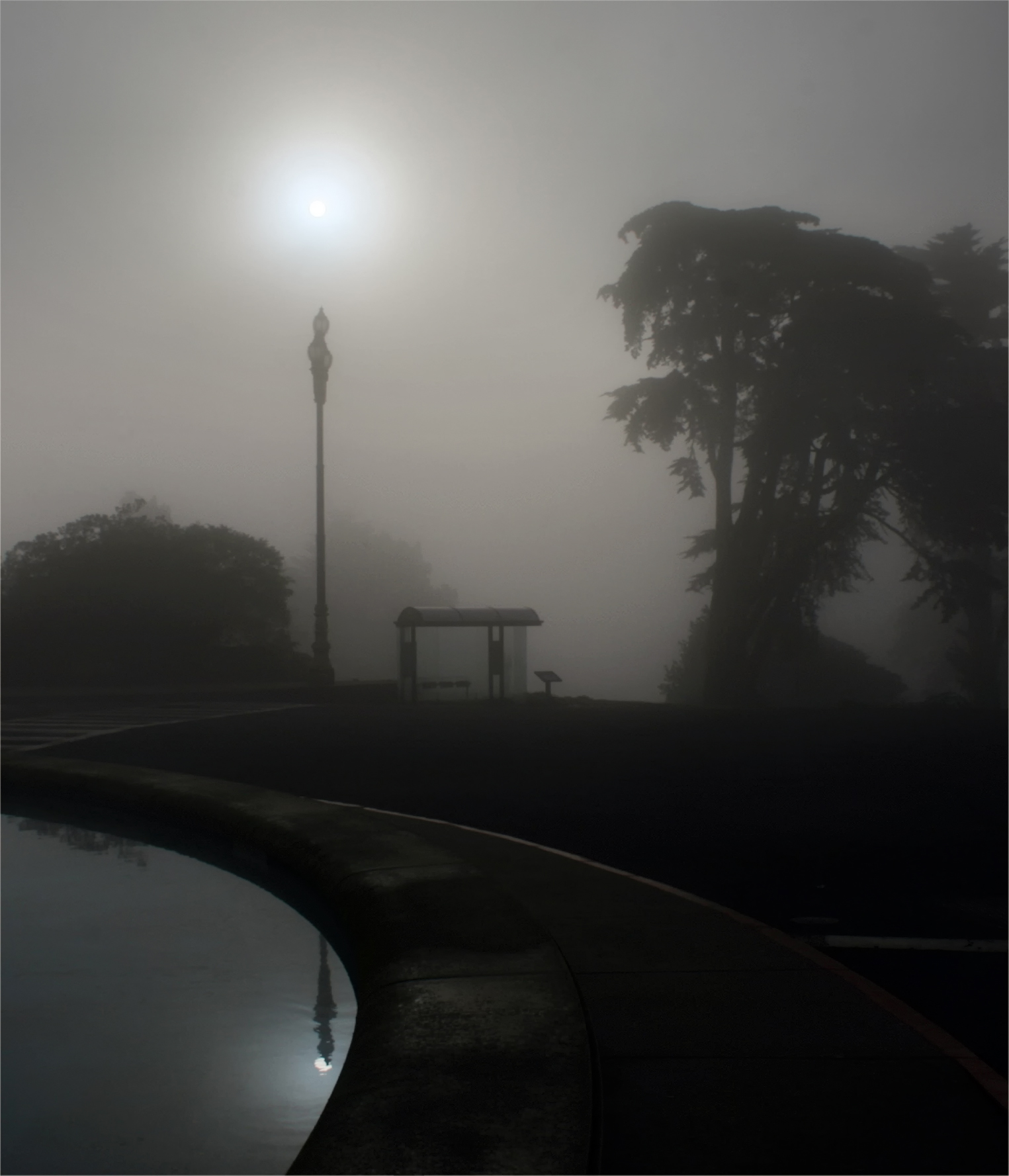
Zdjęcie przedstawia zjawisko paralaksy. Słońce jest widoczne nad latarnią. W wodzie widać ich odbicie, które jest obrazem pozornym, znajdującym się pod powierzchnią wody. Latarnia i Słońce, widoczne z dwóch różnych kierunków, wydają się być przesunięte względem siebie

W astronomii paralaksą nazywa się zmiany położenia ciała na sferze niebieskiej względem dalszych obiektów, wynikające ze zmiany miejsca obserwacji, spowodowanej przemieszczeniem się obserwatora.
Pojęcie paralaksy funkcjonuje w różnych układach:
- paralaksa dobowa (geocentryczna paralaksa równikowa), związana z ruchem obrotowym Ziemi
- paralaksa geocentryczna południkowa, związana ze zmianą szerokości geograficznej obserwatora
- paralaksa roczna (paralaksa heliocentryczna), związana z ruchem Ziemi po orbicie wokółsłonecznej

Zjawisko paralaksy rocznej bezskutecznie próbowano zaobserwować w starożytności. Niemożność jej dostrzeżenia była głównym powodem, dla którego przeważył wtedy pogląd o braku ruchu obiegowego Ziemi, czyli geocentryczna wizja budowy Wszechświata.
W astronomii nowożytnej jako pierwszy przesunięcie paralaktyczne gwiazd próbował mierzyć Tycho Brahe, początkowo gorący zwolennik poglądów Kopernika (zaobserwowanie tego zjawiska mogło być bezpośrednim dowodem teorii heliocentrycznej). Nie uzyskawszy pozytywnych rezultatów Brahe uznał, że albo hipoteza Kopernika jest niesłuszna, albo (biorąc pod uwagę dokładność własnych pomiarów) gwiazdy znajdują się w odległościach ponad 700 razy większych, niż Saturn (najdalsza znana wówczas planeta) i że w związku z tym muszą być obiektami o gigantycznych (porównywalnych ze Słońcem) rozmiarach i jasnościach. To drugie wyjaśnienie uznał za nierealne i w celu pogodzenia wyników obserwacji z modelem Kopernika stworzył swój własny system budowy świata, w którego centrum znajdowała się Ziemia, obiegana przez Księżyc i Słońce, wokół którego z kolei krążyły wszystkie pozostałe planety.
W XVIII wieku Robert Hooke twierdził, że paralaksa roczna gwiazdy Etamin (γ Dra) wynosi 30 sekund łuku, jednak obserwacje Jamesa Bradleya wykazały, że zmiany położenia gwiazdy wywołało zjawisko aberracji światła. Dopiero w 1839 r. trzej astronomowie (niezależnie od siebie) zmierzyli pierwsze paralaksy gwiazd. Byli to:
- Wilhelm Struve, który w Dorpacie wyznaczył paralaksę Wegi;
- Friedrich Bessel, który w Królewcu zmierzył paralaksę gwiazdy 61 Cygni;
- Thomas James Henderson, który w latach 1832–1833 w Kapsztadzie dokonywał pomiarów współrzędnych gwiazdy Alfa Centauri, na podstawie których stwierdzono potem istnienie jej przesunięcia paralaktycznego.

Początkowo paralaksy gwiazd wyznaczano metodami wizualnymi przy użyciu długoogniskowych instrumentów lub heliometrów. Użycie fotografii spowodowało przełom w tych pomiarach. Kolejnym krokiem była astrometryczna misja satelity Hipparcos, dzięki której znamy dziś paralaksy ponad 100 000 gwiazd. Prowadzona od 2013 roku misja Gaia ma za zadanie zmierzyć paralaksy ponad miliarda gwiazd.
Paralaksa heliocentryczna stała się podstawą definicji parseka – jednostki odległości używanej w astronomii: 1 pc jest to odległość ciała od Ziemi, dla której paralaksa roczna wynosi 1 sekundę kątową. Odległość wyrażona w parsekach jest odwrotnością paralaksy heliocentrycznej danego obiektu wyrażonej w sekundach łuku.

### Fotografia
W fotografii paralaksą nazywana jest niezgodność, niepokrywanie się obrazu widzianego w wizjerze z obrazem fotograficznym. Wolne od tego błędu są aparaty fotograficzne, w których celowanie odbywa się poprzez obiektyw, np. lustrzanki. Błąd paralaksy maleje ze wzrostem odległości od fotografowanego motywu.